# Dyngjujökull
Der Dyngjujökull ist eine breite Gletscherzunge des Vatnajökull in Island.
Der Dyngjujökull liegt westlich der Kverkfjöll und östlich der Bárðarbunga über eine Breite von zirka 40 Kilometern. Aus ihm entspringt östlich des 1446 m hohen Berges Kistufell die Jökulsá á Fjöllum. Die Gletscherzunge erreicht eine Höhe von mehr als 1300 m.
Am 23. August 2014 nahm man zunächst an, dass es unter dem Dyngjujökull zu einer kleinen vulkanischen Eruption gekommen sei. Vorausgegangen waren seit dem 16. August 2014 zahlreiche Erdbeben zunächst an der Bárðarbunga, später dann auch im Gebiet des Kistufell. Die isländische Regierung sperrte daraufhin den Luftraum über dem Gletscher und gab eine Warnung an den Flugverkehr heraus. Die isländischen Flughäfen blieben jedoch zunächst weiter geöffnet. Die seismischen Aktivitäten stießen auch deswegen auf große Aufmerksamkeit, weil die Erinnerung an den Ausbruch des Eyjafjallajökull 2010, der den europäischen Flugverkehr empfindlich gestört hatte, noch präsent war. Am 24. August wurde festgestellt, dass der vermutete subglaziale Ausbruch nicht stattgefunden habe. Das starke niederfrequente seismische Signal, das beobachtet worden sei, müsse auf andere Ursachen zurückzuführen sein. Die Flugverkehrs-Warnstufe wurde von „rot“ auf „orange“ reduziert. In der Nacht vom 28. zum 29. August trat Lava im Lavafeld Holuhraun nördlich des Dyngjujökull entlang einer etwa 300 Meter langen Spalte aus. Die Alarmstufe in der Region wurde daraufhin auf „rot“ erhöht. Der internationale Flugverkehr ist nicht betroffen. Die Ausbrüche dauerten ca. ein halbes Jahr an und endeten im Frühjahr 2015.